# 浜田耕一
浜田 耕一（はまだ こういち、1925年11月28日 -  2009年6月16日）は、日本の経営者、銀行家。四国銀行頭取を務めた。

## 来歴・人物
高知県出身。1945年に陸軍航空士官学校を卒業し、1946年1月に四国銀行に入行した。1974年5月に取締役に就任し、1978年3月に常務、1982年6月に専務を経て、1987年8月に副頭取に就任し、1988年6月には頭取に昇格。1998年6月に会長に就任。
1993年11月に藍綬褒章を受章し、2000年11月に勲四等旭日小綬章を受章。
2009年6月16日、肝細胞癌のために死去。83歳没。